# Wanjiang
Wanjiang (kinesiska: 万江) är ett stadsdelsdistrikt i sydöstra  Kina.  Det ligger i staden Dongguan i provinsen Guangdong, omkring 49 kilometer öster om provinshuvudstaden Guangzhou. Antalet invånare är 244 765. Befolkningen består av 111 249 kvinnor och 133 516 män. Barn under 15 år utgör 12,0 %, vuxna 15-64 år 84 %, och äldre över 65 år 3,0 %.